# Winifred Spooner
Winifred Evelyn Spooner (ur. wrzesień 1900 w Wokingham, zm. 13 stycznia 1933 w Wokingham) – angielska pilotka sportowa.

## Życiorys
We wrześniu 1927 uzyskała licencję pilota w londyńskim aeroklubie (London Aeroplane Club, licencja nr 8137) i szybko rozpoczęła aktywne uczestnictwo w brytyjskim sporcie lotniczym. 
W lipcu 1928 zajęła 3. miejsce w siódmym wyścigu lotniczym o Puchar Króla (King's Cup Race) i zdobyła nagrodę Siddeley Trophy jako najlepszy zawodnik w klasie lekkich samolotów (samolotem DH.60 Cirrus I Moth).
W 1929 zajęła 5. miejsce w wyścigu King's Cup Race. W tym roku też otrzymała nagrodę Harmon Trophy jako najwybitniejsza pilotka świata. Wzięła także udział w Międzynarodowych Zawodach Samolotów Turystycznych Challenge 1929, zajmując w nich 10. miejsce. 
Na przełomie czerwca i lipca 1930 wzięła udział w drugich Międzynarodowych Zawodach Samolotów Turystycznych Challenge 1930, zajmując w nich 4. miejsce. Pod koniec sierpnia tego roku zajęła także 4. miejsce w wyścigu lotniczym dookoła Włoch Giro Aereo d'Italia.
5 grudnia 1930 wyruszyła z kapitanem Edwardsem, chcąc pobić rekord lotu do Południowej Afryki w 5 dni, lecz załoga rozbiła się w morzu u wybrzeży Włoch, koło Belmonte Calabro, 3 kilometry od brzegu, które Winifred Spooner przepłynęła. Odniosła przy tym lekkie obrażenia. 
W 1931 zajęła 5. miejsce w wyścigu King's Cup Race. W 1932 wzięła udział w trzecich Międzynarodowych Zawodach Samolotów Turystycznych Challenge 1932 (w ekipie włoskiej). Po próbach technicznych zajmowała 4. miejsce, lecz wycofała się po przymusowym lądowaniu, spowodowanym najprawdopodobniej celowym zanieczyszczeniem jej paliwa. Ogółem, brała udział w trzech z czterech turniejów Challenge, jako jedna z najlepszych zawodników i jedna z tylko dwóch kobiet (drugą była Mary Bailey).
Zmarła 13 stycznia 1933 w wieku 33 lat na zapalenie płuc.